# Used and Abused, in Live We Trust
Used and Abused, In Live we Trust  est un DVD musical du groupe suédois In Flames qui comporte deux volets: un concert donné à Londres et un autre en Suède. 
Celui de Londres est le plus court, et, paradoxalement, la scène est la plus grande. Celui de Suède est beaucoup plus explosif, avec notamment l'intégralité de l'album Soundtrack to your escape.